# Held der Sozialistischen Arbeit (Bulgarien)

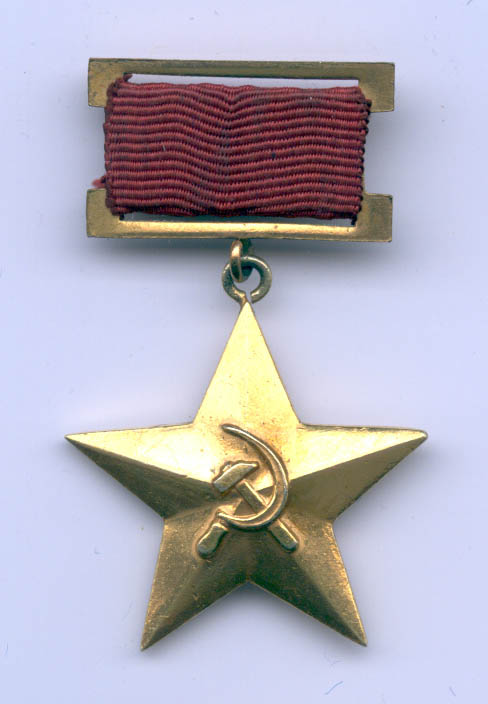
Held der Sozialistischen Arbeit (Avers)

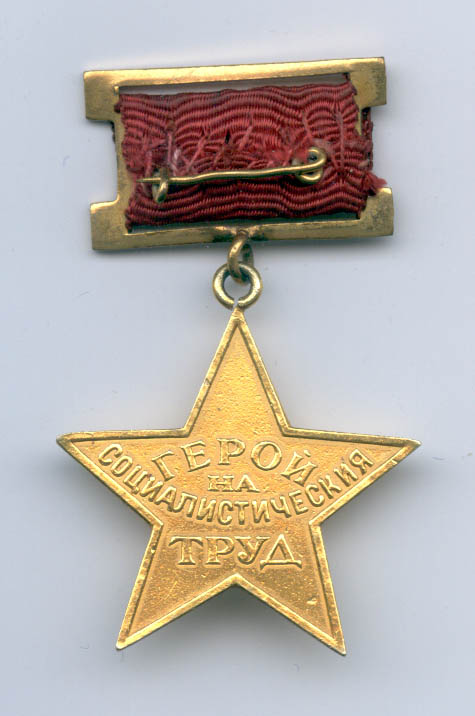
(Revers)

Der Ehrentitel Held der Arbeit wurde per Dekret Nr. 960 am 15. Juni 1948 durch das Präsidium der Nationalversammlung der Volksrepublik Bulgarien geschaffen und erhielt durch eine Umbenennung per Dekret Nr. 649 vom 13. Dezember seinen endgültigen Bezeichnung Held der Sozialistischen Arbeit. Er war zur Auszeichnung von Personen vorgesehen, die sich außergewöhnlich Verdienste auf den Gebieten der nationalen Wirtschaft, Wissenschaft, Kunst, Bildung und Forschung erworben hatten.

## Aussehen
Die Auszeichnung ist ein aus 14-karätigem Gold bestehender fünfstrahliger Stern mit einem Durchmesser von 32 mm. Der Stern zeigt im Zentrum Hammer und Sichel. Im Revers trägt er die vierzeilige Inschrift

## Trageweise
Getragen wird die Auszeichnung an einem roten Band, das zwischen zwei goldenen Tragebügeln angebracht ist.

## Verleihungen
Mit der Zuerkennung des Titels war auch die gleichzeitige Verleihung des Ordens „Georgi Dimitrow“ verbunden. Bis zur Wende 1990 wurde der Titel insgesamt 1.718 Mal verliehen.